# Jerzy Pawlik

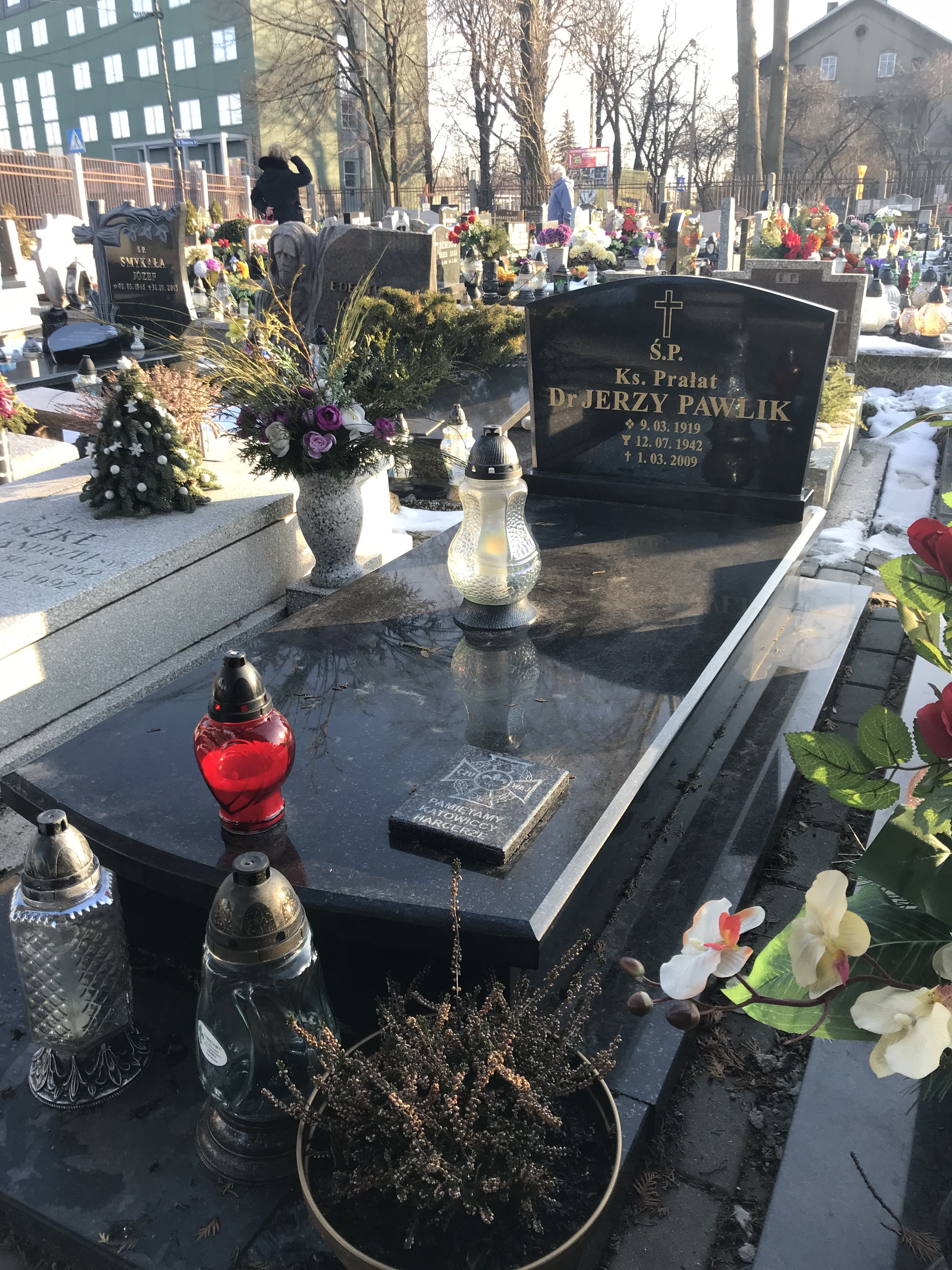
Grób ks. dr. Jerzego Pawlika na cmentarzu przy ul. Józefowskiej w Katowicach

Jerzy Pawlik (ur. 9 marca 1919 w Wełnowcu, zm. 1 marca 2009) – polski duchowny katolicki, prałat, delegat Konferencji Episkopatu Polski ds. emigrantów polskich, zasłużony duszpasterz Polaków w Europie Wschodniej w okresie PRL, badacz dziejów kościoła. Krajoznawca, działacz turystyczny, wiceprezes Towarzystwa Przyjaźni Polsko-Rumuńskiej.

## Życiorys
Ukończył Państwowe Gimnazjum im. Adama Mickiewicza w Katowicach, gdzie był uczniem m.in. ks. Józefa Jelito. Od 1937 r. był alumnem Śląskiego Seminarium Duchownego w Krakowie i równocześnie studentem Wydziału Teologicznego Uniwersytetu Jagiellońskiego. Jesienią 1939, w związku z zamknięciem przez niemieckiego okupanta seminarium i uniwersytetu, przeniósł się do seminarium duchownego w Widnawie. Święcenia kapłańskie przyjął w 12 lipca 1942 we Wrocławiu z rąk kardynała Adolfa Bertrama. W 1950 r. uzyskał w Uniwersytecie Jagiellońskim doktorat z teologii i magisterium z filozofii.
Od lat 50. XX w. był wykładowcą historii Kościoła, metodologii pracy naukowej oraz teologii pastoralnej na różnych uczelniach katolickich. Od 1958 r. był krajowym duszpasterzem pracującej młodzieży żeńskiej, piastował też funkcję krajowego koordynatora pieszych pielgrzymek.
Od 1972 r. był delegatem Konferencji Episkopatu Polski dla krajów RWPG. Brał czynny udział w pomocy ośrodkom polonijnym na terenie NRD, Czechosłowacji, Węgier, Rumunii oraz w byłych republikach radzieckich.
Był członkiem Polskiego Towarzystwa Teologicznego, Polskiego Towarzystwa Mariologicznego, Polskiego Towarzystwa Historycznego oraz Polskiego Towarzystwa Turystyczno- Krajoznawczego.
W roku 1993 otrzymał tytuł honorowego członka Polskiego Towarzystwa Turystyczno-Krajoznawczego. W 1998 został uhonorowany Nagrodą im. Wojciecha Korfantego przyznaną przez Związek Górnośląski.
Uchwałą Rady Miasta Katowice nr XLIV/898/09 z 27 lipca 2009 r. nadano rondu w Dąbrówce Małej imię ks. dr. Jerzego Pawlika.
Został pochowany na Cmentarzu przy ulicy Józefowskiej w Katowicach.

## Odznaczenia
- Krzyż Oficerski Orderu Odrodzenia Polski – 2005[6]